# Catriona Gray
Catriona Elisa Magnayon Gray (Cairns, Queensland, 6 de enero de 1994) es una modelo, celebridad, presentadora, filántropa, activista social, cantante, compositora, productora de música, bailarina y reina de belleza filipinoaustraliana ganadora de la 67.ª edición del certamen Miss Universo representando a Filipinas siendo coronada como Miss Universo 2018 y convirtiéndose en la cuarta filipina en ganar el título. Es considerada una de las Miss Universo más reconocidas a nivel global y amada dentro de la comunidad de seguidores del concurso. En 2016, Gray participó en Miss Mundo, donde terminó en el Top 5.

## Biografía
Gray nació en Cairns, Queensland en Australia de un padre australiano de ascendencia escocesa, Ian Gray, de Fraserburgh y una madre filipina de ascendencia malaya Normita Ragas Magnayon, de Oas, Albay. 
De niña, Gray pasó la mayor parte de su tiempo participando en diversas actividades extracurriculares como artes, drama, karate, baile y canto. Ella era una antigua estudiante de Trinity Anglican School en Cairns y más tarde obtuvo su Certificado de Maestría en Music Theory de Berklee College of Music en Boston, Massachusetts. 
Además, obtuvo un Certificado en Recreación al Aire Libre y un cinturón negro en Artes Marciales de Taekwondo. Además, Gray fue la cantante principal de la banda de jazz de su escuela, y también protagonizó las producciones locales de Miss Saigon
Después de terminar la escuela secundaria en Australia, a los 18 años se mudó a Manila, Filipinas, donde trabajó como modelo comercial. Gray lleva el nombre de su abuela paterna, Catherine Gray, una inmigrante de Australia Occidental proveniente de Escocia en 1952.
Su rostro ha aparecido en grandes revista internacionales y nacionales Vogue Philippines, L'Officiel India, L'Officiel Vietnam, Harper's Bazaar, Esquire, Cosmopolitan la revista Preview Philippines, Mega Magazine, La Revista Actual, es la imagen nacional de Coca Cola Philippines y Samsung Philippines fue rostro de editoriales de modo en H&M es embajadora de Dior Beauty , Bvlgari , Chanel, Gucci, Michael Cinco, Belo Beauty. Es directora de su academia llamada "The Catriona Gray Academy", tiene su propia estatua de cera en el museo Madame Tussauds Singapore.

## Miss Mundo 2016
Gray representó a Filipinas en Miss Mundo 2016, que fue realizado el 18 de diciembre del 2016 en Maryland, Estados Unidos, en donde terminó en el Top 5 de finalistas y la ganadora del certamen fue Stephanie Del Valle de Puerto Rico. 

## Miss Universo 2018
Catriona Gray representó a Filipinas en el Miss Universo 2018 donde quedó coronada oficialmente como Miss Universo 2018, convirtiéndose así en la cuarta filipina en ganar dicho certamen.

## Vida personal

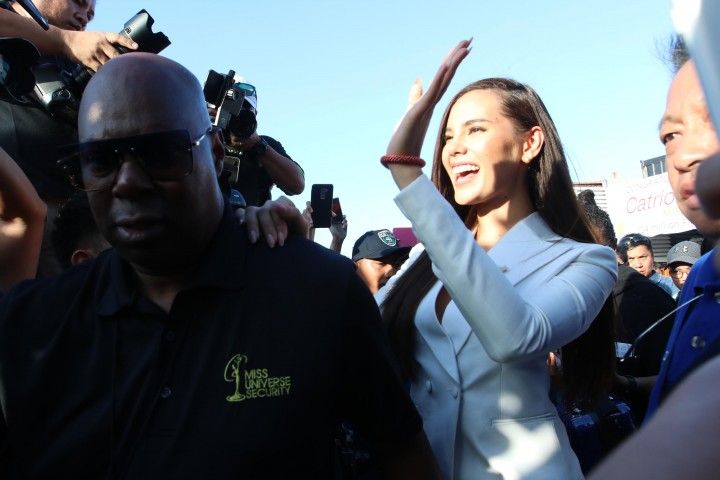
Miss Universo 2018 Catriona Elisa Gray es acosada por simpatizantes poco después de su llegada al hangar de la Terminal 4 del Aeropuerto Internacional Ninoy Aquino en la ciudad de Pasay el miércoles (19 de diciembre de 2018).

El 12 de junio de 2012, Gray estaba en una relación con el actor filipino-alemán Clint Bondad, hasta que se separaron el 23 de febrero del 2019. También se rumoreaba que salió con el jugador universitario, Jordan Bartlett.
El 23 de mayo del 2020, se reveló que Gray está en una relación con un actor filipino-estadounidense Sam Milby.